# Annawerk (Rödental)

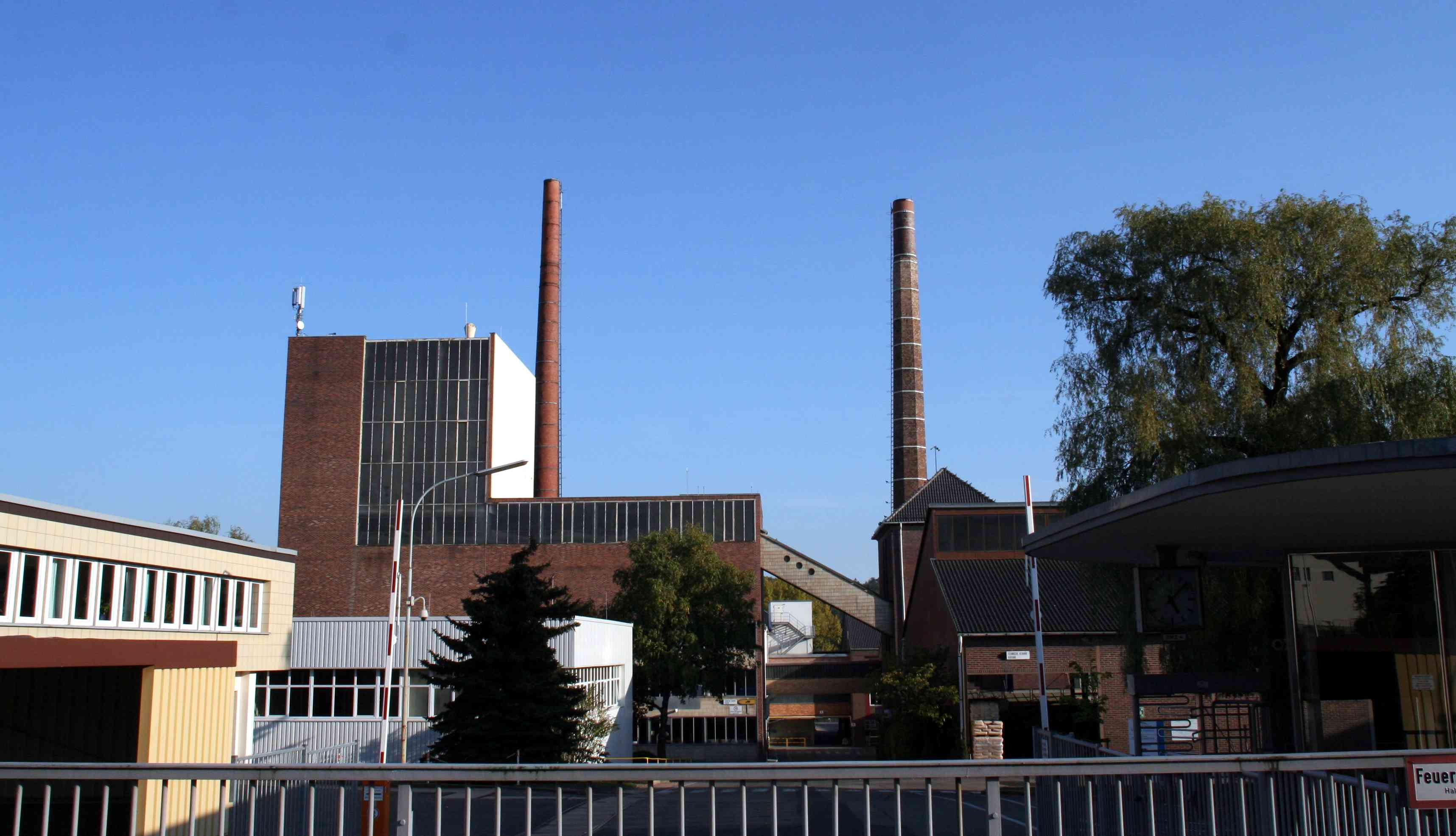
Haupteingang des Annawerkes mit 35 m hohem Turm von 1956

Das ehemalige Annawerk, die heutige Saint-Gobain Industriekeramik in dem Rödentaler Stadtteil Oeslau in Oberfranken, ist ein Produzent keramischer Erzeugnisse, schwerpunktmäßig für den technischen Bedarf.

## Geschichte

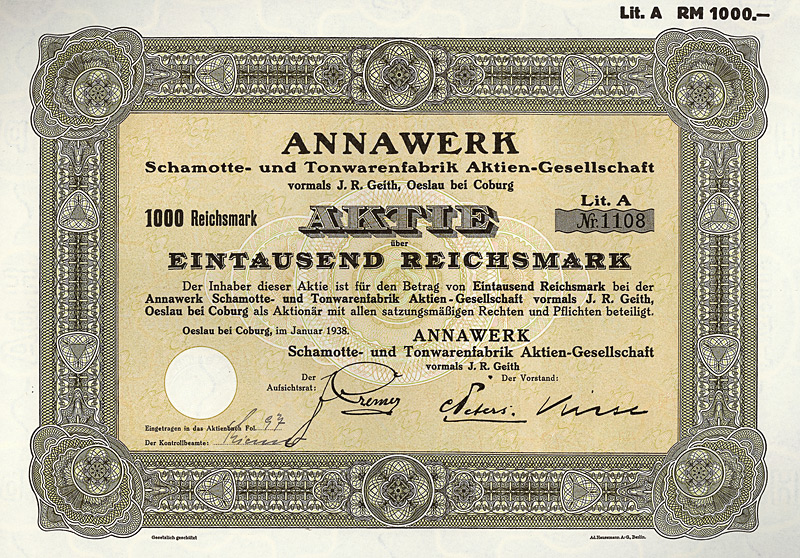
Aktie der Annawerk AG vom Januar 1938 über 1000 RM

Am 14. Juli 1857 erhielt Joseph Rudolph Geith, der damals Pächter des Coburger Gaswerkes war, von der herzoglichen Landesregierung in Coburg die Konzession, zur Errichtung einer Backstein- und Kalkbrennerei, ferner zur Fabrikation von Siderolith und aller Waren, die aus Ton und feuerfester Erde gefertigt werden können. Mit der Kalkbrennerei konnte die Versorgung des Gaswerkes mit Kalk zum Reinigen des Holzgases und mit der Backsteinbrennerei die Belieferung mit Schamottsteinen zur Leuchtgasherstellung preiswerter sichergestellt werden.
Aufgrund in der Nähe vorhandener Ton- und Kalkvorkommen sowie der geplanten Bahnstrecke Coburg–Sonneberg wählte Geith die Gemeinde Oeslau als Standort für die „Thonwaarenfabrik“. Ende 1857 nahm das Werk auf 5000 Quadratmeter Grundstücksfläche die Produktion auf. Die Rohstoffe kamen anfangs aus der Tongrube in Kipfendorf und ab 1930 aus Spittelstein. Die Fertigung umfasste Schamottesteine, Backsteine und gebrannten Kalk und Gips. Sie wurde mit der Zeit kontinuierlich erweitert. Ab 1868 wurden Tonröhren für die Kanalisation produziert, 1875 kam säurefestes Steinzeug für die chemische Industrie hinzu, 1879 Dachziegel, 1889 Trottoirplatten, 1892 Hartporzellansteine für Mühlen und 1906 Sanitärkeramik. Das Brennen von Kalk wurde 1877 eingestellt.
1868 erhielt die Fabrik die Bezeichnung Annawerk. Namensgeberin war die 1866 verstorbene, erste Frau von Rudolph Geith, Anna Geith, gebürtige Schwämmlein. Rudolph Geith starb im Alter von 62 Jahren am 21. Mai 1884. Seine zweite Frau und sein gleichnamiger Sohn übernahmen die Geschäftsführung. Zur Finanzierung von Betriebserweiterungen firmierte die Familie im Jahr 1899 das Unternehmen Thonwaarenfabrik J. R. Geith in Coburg in die Aktiengesellschaft Annawerk Schamotte- und Tonwarenfabrik AG vorm. J. R. Geith um.
Bis 1907 war die Grundstücksfläche des Werkes auf 97.000 Quadratmeter und die Belegschaft auf 320 Arbeiter angewachsen. 1915 wurde an Stelle von Pferdefuhrwerken eine Grubenbahn mit 600 Millimeter Spurweite zu der fünf Kilometer entfernten Tongrube Kipfendorf in Betrieb genommen, die bis 1958 verkehrte. Vor dem Ersten Weltkrieg hatte das Werk 350 Beschäftigte.
1935 übernahmen die Deutsche Steinzeugwarenfabrik Aktiengesellschaft (Mannheim-Friedrichsfeld) und die Deutsche Ton- und Steinzeugwerke AG (Krauschwitz), auf Veranlassung des Hauptaktionärs Jacob Cremer, ein Steinzeugrohrfabrikant aus Frechen, eine Mehrheitsbeteiligung an der Annawerk Schamotte- und Tonwarenfabrik AG in Oeslau. 714 Arbeiter wurden im Annawerk beschäftigt, zwei Jahre später waren es 900.
Im Juni 1937 erwarb die Annawerk AG zur Vergrößerung ihrer Rohstoffbasis die Grubenfelder des Betriebes „Vereinigte Gewerkschaft Schmidgaden-Schwarzenfeld“ und gründete im November des gleichen Jahres zusammen mit den Reichswerken die Buchtal A.G., Keramische Betriebe der Reichswerke Hermann Göring, Oeslau in Schwarzenfeld in der Oberpfalz zur Herstellung von feuerfestem Material. Schwerpunkt der als kriegswichtig eingestuften Produktion im Zweiten Weltkrieg waren feuerfeste Schamottesteine, die unter anderem in Hochöfen Verwendung fanden. Nennenswerte Schäden entstanden im Zweiten Weltkrieg nicht.

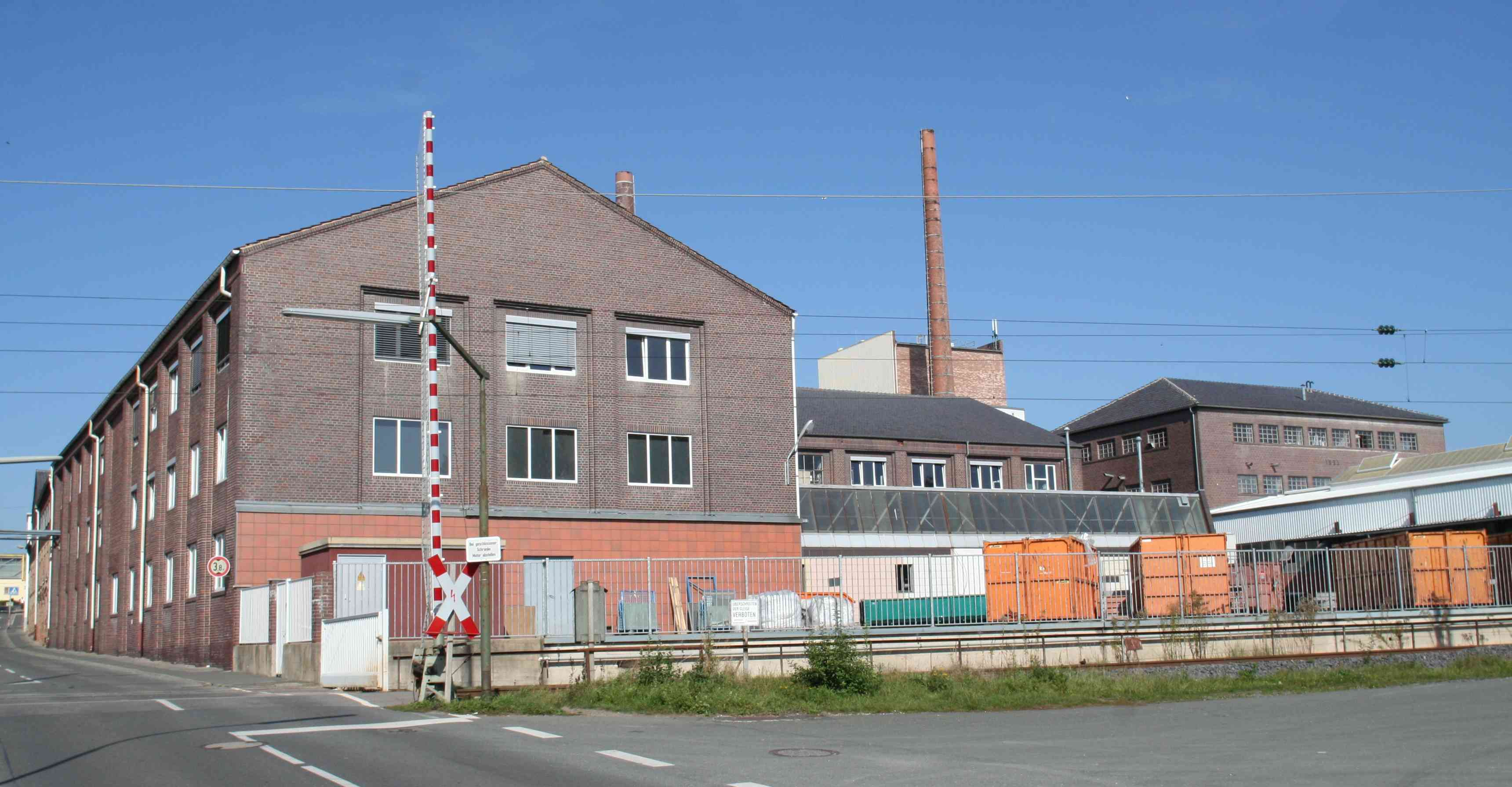
Süd-Ost-Seite des Annawerkes an der Bahnstrecke Coburg–Sonneberg

Im Jahr 1957 feierte das Unternehmen sein hundertstes Jubiläum. Damals wurden rund 900 Arbeiter beschäftigt und auf einem Werksgelände von 325.000 Quadratmetern gab es etwa 120.000 Quadratmeter Produktionsfläche. Es existierten in Oeslau sechs Fabriken, für feuerfestes Material, Sanitärkeramik, Steinzeugröhren, Platten (ehem. Werk Alexandrinenthal, 1936 erworben), Klinker und Dachziegel (ehem. Katharinawerk, 1898 erworben) sowie Edelputz. Im Jahr 1966 umfasste die Belegschaft 1000 Personen.
Nachdem die nicht mehr gewinnbringenden Baukeramikwerke schon früher geschlossen worden waren, verkaufte Ende 1998 die Deutsche Steinzeug Cremer & Breuer AG ihre im Bereich der Hochleistungskeramik mit Feuerfestmaterial (beispielsweise Materialien für die Auskleidung von Müllverbrennungsanlagen) tätige Tochtergesellschaft Annawerk Keramische Betriebe GmbH in Rödental. Das Werk hatte noch 340 Mitarbeiter und wurde von der SEPR Keramik GmbH & Co. KG, einer Tochtergesellschaft des französischen Konzerns Saint-Gobain, erworben. Im Jahr 2000 folgte die Umbenennung in Saint-Gobain Industriekeramik Rödental.

## Gegenwart

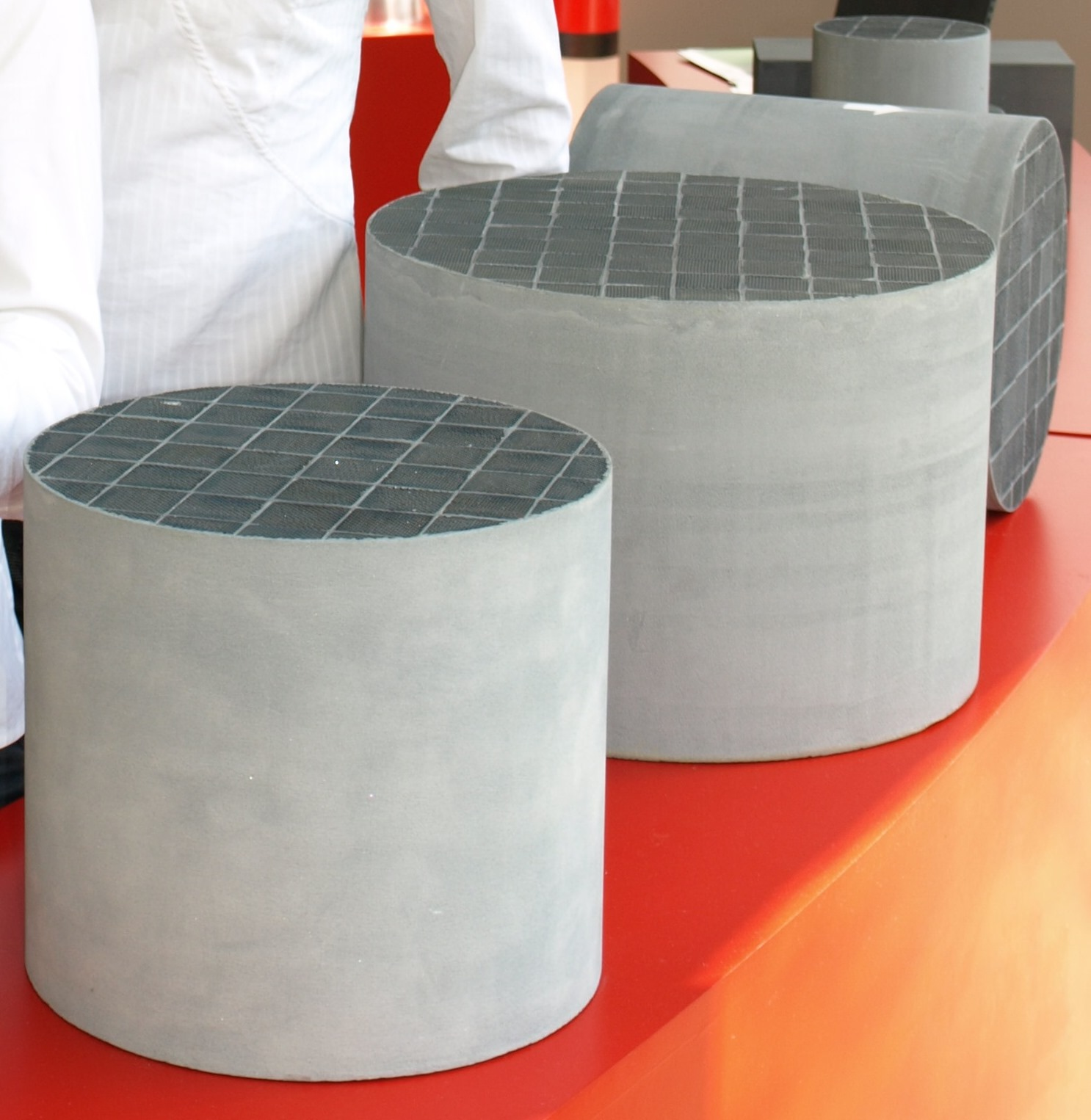
Dieselrußpartikelfilter aus Siliziumkarbid, die in Rödental produziert wurden

2007 waren bei dem größten Arbeitgeber Rödentals, der Saint-Gobain IndustrieKeramik Rödental, 720 Personen beschäftigt. Das Werk produziert und vertreibt Brennhilfsmittel für die gesamte keramische Industrie, Spezial-Feuerfesterzeugnisse für die Metallurgie und keramische Dieselrußpartikelfilter. Die Produktion der Dieselrußpartikelfilter, die 2006 begann, wurde unter Abbau von 200 Arbeitsplätzen bis Anfang 2014 stillgelegt.